# Димчо Кашчиев
Димчо Бориславов Кашчиев е български физикохимик, член-кореспондент на БАН.

## Биография
Роден е на 2 май 1942 г. в град Шумен. През 1968 г. завършва физика в Софийския университет. Защитава докторска дисертация през 1975 г. върху кинетиката на нестационарно зародишообразуване. Същата година специализира в Университета в Делфтс в Холандия. От 1981 г. е старши научен сътрудник II степен (доцент). През 1989 г. става старши научен сътрудник I степен (професор). От 1989 до 1991 г. е заместник-директор на Института по физикохимия към Българска академия на науките. В периода 1986 – 2015 г. е член на Научния съвет на института, а между 1993 и 1995 г. е негов председател. През 2004 г. става член-кореспондент на БАН. От 1995 до 1998 г. е съветник в Генералната асамблея на Международната организация по кристален строеж. Между 2003 и 2009 г. е част от редакционния съвет на сп. Central European Journal of Chemistry. Гост-професор в Института за петролни изследвания и инженерство в Пало Алто, САЩ, Университет на Хирошима в Хигаши-Хирошима, Япония, Университета Райс в Хюстън и Университет на Лийдс.